# Alexander Scheer
Alexander Scheer (Oost-Berlijn, 1 juni 1976) is een Duitse acteur en muzikant. Hij heeft verschillende nationale prijzen gewonnen voor zijn uitvoeringen in film en theater, waaronder een Deutscher Filmpreis voor beste acteur in een hoofdrol en een Bayerischer Filmpreis voor beste acteur, beide in het jaar 2019 voor de film Gundermann uit 2018.

## Levensloop

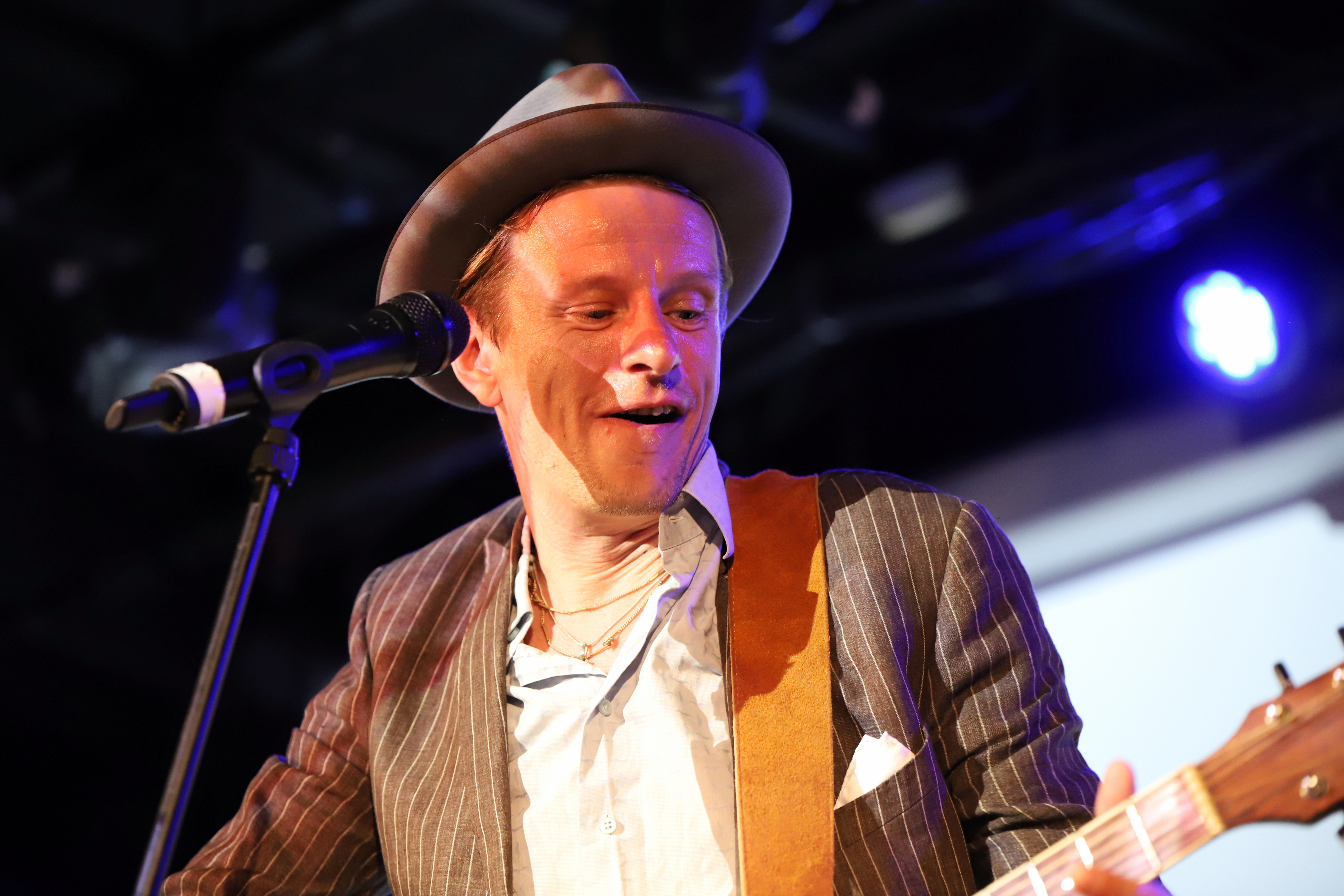
Scheer zingt in 2019 de liedjes van Gerhard Gundermann in Madrid ter gelegenheid van de voorstelling van de film Gundermann.

Scheer bezocht het Georg-Friedrich-Händel-Gymnasium in Oost-Berlijn met een focus op muziek. Naast zingen speelde hij piano en drums in verschillende bands. Hij verliet de school na de 11e klas en nam vervolgens verschillende beroepen aan. In deze periode verscheen hij ook als acteur in reclamespots en maakte hij met vrienden amateurfilms. De filmserie American Showdown van André Jagusch, waarin Scheer voor de camera stond, was een kleine festivalhit en werd onder meer vertoond in de workshop van de jonge filmscène en op het Open Air Filmfest Weiterstadt. Tijdens een casting werd hij ontdekt door regisseur Leander Haussmann, die hem een rol gaf in zijn film Sonnenallee. Na de opnames volgde Scheer Haußmann naar het Schauspielhaus Bochum. Daar speelde hij in toneelstukken als Viel Lärm um nichts Leonce und Lena en Der Sturm. Later speelde hij bij het Deutsches Schauspielhaus in Hamburg en de Volksbühne in Berlijn. Voor zijn rol als Edmund Kean in het stuk Kean bij de Volksbühne werd hij door het theatermagazine Theater heute in 2009 uitgeroepen tot "Schauspieler des Jahres".

## Filmografie

### Film
Uitgezonderd korte films.
| Jaar | Titel                                            | Rol                        | Opmerkingen                                                 |
| ---- | ------------------------------------------------ | -------------------------- | ----------------------------------------------------------- |
| 1988 | Kai aus der Kiste                                |                            |                                                             |
| 1999 | Sonnenallee                                      | Michael 'Micha' Ehrenreich |                                                             |
| 2001 | Viktor Vogel - Commercial Man                    | Victor Vogel               |                                                             |
| 2001 | J'ai tué Clémence Acéra                          | The hobo                   |                                                             |
| 2001 | Mein Bruder, der Vampir                          | Manu                       |                                                             |
| 2003 | Hamlet_X                                         | Hamlet #3                  |                                                             |
| 2005 | American Showdown                                | Scheer                     |                                                             |
| 2005 | Othello                                          |                            |                                                             |
| 2006 | Brennendes Herz                                  |                            |                                                             |
| 2007 | Das wilde Leben                                  | Keith Richards             |                                                             |
| 2007 | Mrs. Ratcliffe's Revolution                      | Willi                      |                                                             |
| 2007 | Meine fremde Tochter                             |                            |                                                             |
| 2008 | Tangerine                                        | Tom                        |                                                             |
| 2008 | Der Heckenschütze                                |                            |                                                             |
| 2009 | 12 Meter ohne Kopf                               | Hermann Lange              |                                                             |
| 2009 | Mörder kennen keine Grenzen                      |                            |                                                             |
| 2010 | Elf Onkel                                        | Englischer Freund          |                                                             |
| 2010 | Im Alter von Ellen                               | Bennett                    |                                                             |
| 2010 | 3                                                | Euforische artiest         |                                                             |
| 2010 | Carlos                                           |                            |                                                             |
| 2011 | Als der Weihnachtsmann vom Himmel fiel           | Niklas Julebukk            | Nederlandse titel: Toen de kerstman uit de lucht viel       |
| 2011 | Schief gewickelt                                 |                            |                                                             |
| 2012 | Eine Hand wäscht die andere                      |                            |                                                             |
| 2013 | Scherbengericht                                  | Thomas (stem)              |                                                             |
| 2013 | Westen                                           | Hans Pischke               |                                                             |
| 2013 | Kein Grosses Ding                                |                            |                                                             |
| 2014 | Apekool                                          | GKF-Manager                |                                                             |
| 2014 | Quatsch und die Nasenbärbande                    |                            |                                                             |
| 2015 | Tod den Hippies!! Es lebe der Punk!              | Blixa Bargeld              |                                                             |
| 2015 | Der Nachtmahr                                    | Psychiater                 |                                                             |
| 2016 | Schrotten!                                       | Rambo Weiler               |                                                             |
| 2016 | Lou Andreas-Salomé, The Audacity to be Free      | Friedrich Nietzsche        |                                                             |
| 2016 | Tschick                                          | jeugdrechter               |                                                             |
| 2016 | Goodbey Berlin                                   |                            |                                                             |
| 2017 | Le jeune Karl Marx                               | Wilhelm Weitling           |                                                             |
| 2017 | Pirates of the Caribbean: Dead Men Tell No Tales | jonge Edward Teague        | ook bekend als: Pirates of the Caribbean: Salazar's Revenge |
| 2017 | Schnitzel geht immer                             |                            |                                                             |
| 2018 | Gundermann                                       | Gerhard Gundermann         |                                                             |
| 2018 | Wach                                             | Freier                     |                                                             |
| 2018 | Gladbeck                                         |                            |                                                             |
| 2019 | The Aftermath                                    | Siegfried Leitmann         |                                                             |
| 2019 | The Spy                                          | Josef Terboven             |                                                             |
| 2020 | Enfant Terrible                                  | Andy Warhol                |                                                             |
| 2021 | The Real Court of Shards                         | Thomas (stem)              |                                                             |
| 2021 | Blood Red Sky                                    | Eightball                  |                                                             |
| 2022 | Stasikomödie                                     |                            |                                                             |
| 2022 | Rabiye Kurnaz gegen George W. Bush               |                            |                                                             |
| 2022 | Das Wunder von Kapstadt                          |                            |                                                             |
| 2023 | Blood & Gold                                     |                            |                                                             |
| 2024 | In Liebe, Eure Hilde                             | Priester Harald Poelchau   |                                                             |

### Televisie
Uitgezonderd eenmalige gastrollen.
| Jaar      | Titel                                                 | Rol                               | Opmerkingen           |
| --------- | ----------------------------------------------------- | --------------------------------- | --------------------- |
| 1999-2005 | Tatort                                                | Matthias Harries / Donny / Ikarus | 3 afleveringen        |
| 2003-2005 | Berlin, Berlin                                        | Lenny                             | 60 afleveringen       |
| 2004      | SK Kölsch - Schmok                                    |                                   |                       |
| 2005      | Othello                                               | Othello, een zwarte generaal      | Televisiefilm         |
| 2005      | Ørnen: En krimi-odyssé – Kodenavn: Kronos             |                                   |                       |
| 2006      | Lulu                                                  | Walter Schwarz                    | Televisiefilm         |
| 2006      | Brennendes Herz                                       | Kurt                              | Televisiefilm         |
| 2008      | Meine fremde Tochter                                  | Markus Bergkamp                   | Televisiefilm         |
| 2008      | Kommissar Süden und der Luftgitarrist                 | Edward Loos                       | Televisiefilm         |
| 2008      | Der Heckenschütze                                     | Manuel                            | Televisiefilm         |
| 2009      | Mörder kennen keine Grenzen                           | Siggi Brunner                     | Televisiefilm         |
| 2009      | Stralsund - Mörderische Verfolgung                    |                                   |                       |
| 2010      | Carlos                                                | Johannes Weinrich                 | 3 afleveringen        |
| 2011      | Schief gewickelt                                      | Vincent                           | Televisiefilm         |
| 2012      | Eine Hand wäscht die andere                           | Jakob Kronibus                    | Televisiefilm         |
| 2013-2016 | Nachtschicht                                          | Marvin Weber                      | 2 afleveringen        |
| 2014      | Alarm für Cobra 11 - Die Autobahnpolizei - Revolution |                                   |                       |
| 2014      | Letzte Spur Berlin - Machtspiele                      |                                   |                       |
| 2014      | Tatort: Im Schmerz geboren                            |                                   |                       |
| 2015      | Tatort: Niedere Instinkte                             |                                   |                       |
| 2015      | Kommissar Marthaler - Ein allzu schönes Mädchen       |                                   |                       |
| 2015      | Blochin - Die Lebenden und die Toten                  |                                   | Meerdere afleveringen |
| 2016      | Morgen hör ich auf                                    | Hauptkommissar Schnabelbach       | 3 afleveringen        |
| 2016      | Shakespeares letzte Runde                             | Will Shakespeare                  | Televisiefilm         |
| 2016      | Der mit dem Schlag                                    | Sven                              | Televisiefilm         |
| 2016      | Nachtschicht - Ladies First                           |                                   |                       |
| 2017      | Schnitzel geht immer                                  | Ullmann                           | Televisiefilm         |
| 2018      | Gladbeck                                              | Dieter Degowski                   | 4 afleveringen        |
| 2019      | Blochin: Das letzte Kapitel                           | Kyrill Koroljow                   | Televisiefilm         |
| 2020      | Susi                                                  | Fred                              | 7 afleveringen        |
| 2020      | Sløborn                                               | Nikolai Wagner                    | 8 afleveringen        |
| 2020      | Hausen                                                | Kater                             | 8 afleveringen        |
| 2021      | Wir Kinder vom Bahnhof Zoo                            | David Bowie                       | 2 afleveringen        |
| 2022      | Das Haus der Träume                                   |                                   |                       |
| 2022      | Ze Network                                            |                                   |                       |
| 2024      | In Liebe, Eure Hilde                                  |                                   |                       |

## Theater
| Jaar      | Titel                                           | Rol                             | Opmerkingen                      |
| --------- | ----------------------------------------------- | ------------------------------- | -------------------------------- |
| 1999      | Viel Lärm um nichts van William Shakespeare     | der Neue                        | Schauspielhaus Bochum            |
| 1999–2000 | Leonce und Lena van Georg Büchner               | König Peter                     | Schauspielhaus Bochum            |
| 1999–2000 | Der Sturm van William Shakespeare               | Isis                            | Schauspielhaus Bochum            |
| 2000–2005 | Die Möwe van Anton Tsjechov                     | Konstantin Gawrilowitch Treplew | Deutsches Schauspielhaus Hamburg |
| 2002–2004 | Leonce und Lena van Georg Büchner               | Leonce                          | Deutsches Schauspielhaus Hamburg |
| 2002–2006 | Der Idiot van Fjodor Dostojevski                | Ippolit Terentjew               | Volksbühne, Berlijn              |
| 2004–2006 | Kokain van Pitigrilli                           | Pietro Nocera                   | Volksbühne, Berlijn              |
| 2004–2009 | Othello van William Shakespeare                 | Othello                         | Deutschen Schauspielhaus Hamburg |
| 2005-     | Berlin Alexanderplatz van Alfred Döblin         | Herbert                         | Volksbühne, Berlijn              |
| 2008-2009 | Kean                                            | Edmund Kean                     | Volksbühne, Berlijn              |
| 2009-     | Antonius und Cleopatra van William Shakespeare  | Caesar                          | Burgtheater Wenen                |
| 2011-     | Der Spieler van Fjodor Dostojevski              | Alexej Iwanowitsch              | Volksbühne, Berlijn              |
| 2012      | Faust van Johann Wolfgang von Goethe            | Mephistopheles                  | Schauspiel Frankfurt             |
| 2015      | Die Brüder Karamasow van Fjodor Dostojevski     | Iwan Fjodorowitsch              | Volksbühne, Berlijn              |
| 2017      | Faust van Johann Wolfgang von Goethe            | Anaxagoras / Lord Byron         | Volksbühne, Berlijn              |
| 2018      | Lazarus (musical) van David Bowie en Enda Walsh | Newton                          | Deutsches Schauspielhaus Hamburg |

## Hoorspelen (selectie)
- 2005: Jörg Böckem: Laß mich die Nacht überleben, Roof Music
- 2005: Ermanno Cavazzoni: Kurze Lebensläufe der Idioten, Wagenbach
- 2009: Kai-Uwe Kohlschmidt: Im Feuer, Regie: Kai-Uwe Kohlschmidt (HR)
- 2009: Kai-Uwe Kohlschmidt: Leichhardt, Regie: Kai-Uwe Kohlschmidt (rbb)
- 2013: Kai-Uwe Kohlschmidt: Insorbia, Regie: Kai-Uwe Kohlschmidt (rbb)
- 2013: Henri Alain-Fournier: Der große Meaulnes – Regie: Leonhard Koppelmann (Hörspiel – DLF)
- 2013: E. M. Cioran: Vom Nachteil, geboren zu sein – Regie: Kai Grehn (Hörspiel – SWR)
- 2015: David Zane Mairowitz: Hornissengedächtnis – Regie: David Zane Mairowitz (Hörspiel – SRF/ORF)
- 2017: Kai-Uwe Kohlschmidt: Detzman walking, Regie: Kai-Uwe Kohlschmidt (rbb)